# Ocine
Ocine, la raó social del qual és Oci & Cine, S.L., és una empresa espanyola fundada el 1943 dedicada a l'exhibició cinematogràfica. Actualment, compta amb 27 complexos a tot Espanya. La companyia és propietat de la família Agustí, que compten també amb 3 complexos a França.

## Història
L'empresa es va crear el 1943, quan Joan Agustí Pujol va inaugurar el Cine Núria a Olot, Girona. Aquest cinema, equipat amb 300 butaques i projectors moderns per a l'època, va aconseguir atraure l'atenció del públic. Posteriorment, Joan Agustí es va introduir de manera definitiva en l'activitat de l'exhibició cinematogràfica amb l'obertura del Teatre/Cinema Ultònia a Girona.
El Cinema Núria va tancar les portes el 2001 després de 58 anys de funcionament. Per la seva banda, el Cinema Ultònia, inaugurat el 1945, es va convertir en el vaixell insígnia de l'empresa i va establir aliances amb altres cinemes a Girona, com el Cinema Modern i l'Orient.
Als anys 70 i 80, l'empresa va viure una etapa intensa en la gestió dels cines i l'organització d'esdeveniments temàtics. Narcís Agustí, fill de Joan Agustí, es va fer càrrec de l'empresa després de la mort del seu pare el 1965 i va donar un impuls al negoci, optant per l'obertura diària dels cines. El 1978, es van inaugurar els Cinemes Catalunya 1 i 2 a Girona, i el 1982 es va incorporar el Catalunya 3.
El Cine Orient, considerat sala d'Art i Assaig, va tenir una trajectòria destacada, però va ser expropiat i va tancar definitivament el 1980. Durant aquest temps, Narcís Agustí va rebre diversos reconeixements per la seva tasca en l'exhibició cinematogràfica.
El 1985, OCINE va iniciar la seva expansió fora de la província de Girona i va obrir un complex a Tarragona. Posteriorment, es va expandir a altres localitats com Granollers, Irun i Tudela. El 2005, es va establir a França amb l'obertura d'un complex a Anglet, seguit d'un altre a Béziers el 2010. Actualment, l'empresa té previst obrir un tercer complex a França a prop de Bordeus.